# Tahannaout
Tahannaout (àrab: تحناوت, Taḥannāwt; amazic estàndard marroquí: ⵜⴰⵃⵏⴰⵡⵜ, Taḥnawt) és una comuna rural de la província d'Al Haouz, a la regió de Marràqueix-Safi, al Marroc. Segons el cens de 2014 tenia una població total de 12.102 persones. Es troba a 30 kilòmetres de Marràqueix, als peus de l'Alt Atles.